# Fara (departamento)
Fara é um departamento ou comuna da província de Balé no Burkina Faso. A sua capital é a cidade de Fara.
Em 1 de julho de 2018 tinha uma população estimada em 52562 habitantes.